# Kato Andikeri
Kato Andikeri Κάτω Αντικέρι (f. sg.) ‚Unter-Andikeros‘ auch Drima (griechisch Δρίμα (n. sg.)) ist eine griechische Insel der Kleinen Kykladen und bildet mit der östlichen Nachbarinsel die Inselgruppe Andikeria (Αντικέρια (n. pl.)). Verwaltet wird Drima von der Gemeinde Amorgos in der Region Südliche Ägäis (Περιφέρεια Νότιου Αιγαίου).
Auf Kato Andikeri konnte eine Siedlung der Kykladenkultur sowie Gräber aus der römischen Zeit nachgewiesen werden.
Die spärlich bewachsene Insel liegt 3,5 km südlich von Keros und 9 km nordwestlich von Amorgos. Das nur durch eine 200 m breite und 4 m tiefe Meerenge von der Nachbarinsel Andikeros getrennte flache Eiland wird heute nur noch als Weide für halbwilde Ziegen genutzt. Drima besitzt keine nennenswerten Strände und ist nur mit einem Kaíki von Pano Koufonisi aus zu erreichen.
Nach der Volkszählung 2011 hat die Insel zwei Einwohner.

## Naturschutz
Kato Andikeri ist Teil des Natura 2000 Gebiets GR4220013 Mikres Kyklades: Irakleia, Schinoussa, Koufonisia, Keros, Antikeri kai thalassia zoni (Μικρές Κυκλάδες: από Κέρο μέχρι Ηράκλεια, Σχοινούσσα, Κουφονήσια, Κέρος, Αντικέρι και θαλάσσια ζώνη).